# Humberto Carrera
Humberto Carrera (Acapulco, Guerrero, 6 de julio de 1969) es un exfutbolista y ex comentarista y presentador mexicano de radio y televisión. ha Trabajado en cadenas como Grupo Fórmula, Univisión Deportes, Telemundo, GolTV, Vme TV y ESPN Deportes Radio. Actualmente es productor de cine y música

## Como presentador
Después de su retiro del fútbol en México, ingresó a los medios de comunicación particularmente a Grupo Fórmula, tanto en TV como Radio.
Cambió de residencia a los Estados Unidos donde trabajó para ESPN, Univision Deportes, Telemundo y Vme TV.

## Como Productor
Inicia su carrera desarrollando y produciendo contenidos en México para diferentes marcas comerciales, programas de TV y Radio, en los Estados Unidos se incorpora a Plural Entertainment.
Fue parte importante del desarrollo y  la producción de la programación inicial de Vme TV, así como de series de mucho éxito como Al Filo de Ley para la cadena Univision que fue la primera historia presentada en formato de serie en el mercado hispano en USA, al mismo tiempo produjo para Telemundo la serie El Cartel de los Sapos y más adelante la Viuda Negra (RTI) para Unimas y El Capo 2 (Fox Telecolombia) para Mundo Fox y algunos realities show como Big Brother (Endemol Shine Latino) para Televisa y Gran Hermano para  Telemundo.
Más adelante forma su propia productora desarrollando y produciendo contenido para Networks y Canales de TV, Casas Productoras y Marcas. 
Actualmente es Productor de Cine y Director EJecutivo de JN Music Group.